# Hypena ituriensis
Hypena ituriensis là một loài bướm đêm trong họ Erebidae.